# Atlantische Provinzen

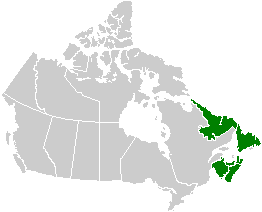
Lage der Atlantischen Provinzen Kanadas

Als atlantische Provinzen Kanadas (engl. Atlantic provinces oder Atlantic Canada, frz. provinces de l'Atlantique oder Canada atlantique) werden die vier östlichsten Provinzen Kanadas bezeichnet, die an den Atlantischen Ozean grenzen.
Von Nord nach Süd sind dies Neufundland und Labrador, Prince Edward Island, New Brunswick und Nova Scotia. Die drei letztgenannten werden auch als Seeprovinzen (engl. Maritime provinces, frz. provinces maritimes) bezeichnet.
Der Zensus im Jahr 2016 ergab für die vier atlantischen Provinzen zusammen 2.333.332 Einwohner. Dabei ist die Bevölkerungsdichte extrem unterschiedlich. In Neufundland und Labrador liegt sie bei 1,4 Einw./km² und in Prince Edward Island bei 25,1 Einw./km². Dies ist jeweils die geringste bzw. höchste Bevölkerungsdichte in einer der kanadischen Provinzen (nur in den nördlichen Territorien ist die Bevölkerungsdichte noch geringer).

## Geschichte
Der Ausdruck wurde zum ersten Mal von Joey Smallwood verwendet, dem ersten Premierminister der Provinz Neufundland und Labrador. Nach dem Beitritt von Neufundland und Labrador zum kanadischen Bundesstaat 1949 sollte den Bürgern der Eindruck einer gewachsenen Verbundenheit mit den drei südlich benachbarten, bereits länger zu Kanada gehörenden Provinzen vermittelt werden (New Brunswick und Nova Scotia seit 1867, Prince Edward Island seit 1873).

## Größte Städte
Die Liste umfasst nur Städte mit über 25.000 Einwohnern.
| Stadt                             |  |  | Provinz                  | Einwohner |
| --------------------------------- |  |  | ------------------------ | --------- |
| Halifax                           |  |  | Nova Scotia              | 403.390   |
| St. John’s                        |  |  | Neufundland und Labrador | 205.955   |
| Moncton                           |  |  | New Brunswick            | 144.810   |
| Saint John                        |  |  | New Brunswick            | 126.202   |
| Fredericton                       |  |  | New Brunswick            | 101.760   |
| Cape Breton Regional Municipality |  |  | Nova Scotia              | 098.722   |
| Charlottetown                     |  |  | Prince Edward Island     | 065.523   |
| Truro                             |  |  | Nova Scotia              | 045.753   |
| New Glasgow                       |  |  | Nova Scotia              | 034.487   |
| Corner Brook                      |  |  | Neufundland und Labrador | 031.917   |
| Bathurst                          |  |  | New Brunswick            | 031.110   |
| Miramichi                         |  |  | New Brunswick            | 027.523   |
| Kentville                         |  |  | Nova Scotia              | 026.222   |